# توتو

آنتونیو د کوردتیس، مشهور به توتو

آنتونیو گریفو فوکاس فلاویو آنجلو دوکاس کومنِنو پُرفیروجِنیتو گالیاردی دِ کورتیس دی بیزانتسیو (زادهٔ ۱۵ فوریهٔ ۱۸۹۸ – درگذشتهٔ ۱۵ آوریل ۱۹۶۷)، مشهور به توتو (Totò) و آنتونیو دِ کورتیس (به ایتالیایی: Antonio Griffo Focas Flavio Angelo Ducas Comneno Porfirogenito Gagliardi De Curtis di Bisanzio)، بازیگر سینما و شاعر و ترانه‌سرای ایتالیایی بود.
در ایتالیا او را از شاخص‌ترین بازیگران کمدی ایتالیایی در قرن۲۰ می‌دانند.
در دههٔ ۱۳۴۰ و ۱۳۵۰، فیلم‌های او با دوبلهٔ فارسی در ایران دوستدارانی داشت.

## درگذشت
توتو در سن ۶۹ سالگی در ۱۵ آوریل ۱۹۶۷ پس از یک سری حمله قلبی در رم درگذشت.